# しあわせギフトお届け人
『しあわせギフトお届け人』（しあわせぎふとおとどけにん）は、2003年と2004年にフジテレビ系「金曜エンタテイメント」で放送されたテレビドラマシリーズ。全2回。主演は水谷豊。
ギフトバイヤーが、依頼主絡みの殺人事件に巻き込まれ、謎を解いていく。

## キャスト

### ギフトコーディネイト会社「サンタのベル」
青野大洋
演 - 水谷豊
代表。ギフトバイヤー。
染谷こずえ
演 - 阿知波悟美
専務。
塚本千夏
演 - 西條三恵
常務。

### ゲスト
第1作
- 宗方菊弥（宗方流一番弟子） - 芦川よしみ
- 宗方菊代（宗方流二番弟子） - 棟里佳
- 安藤のぞみ（宗方流内弟子） - 大寶智子
- 平山高史（宗方流行司役） - 石田登星
- 上松昇太郎（歌舞伎役者・玄松と愛人の息子） - 鈴木浩介
- 佐川敦美（花屋「四季」店員・菊乃の孫） - 戸田比呂子
- 入江（警視庁小石川西警察署 刑事・黒鉄の部下） - 綱島郷太郎
- ゲーム会社の会長 - 園田裕久
- 山野浩一（ゲーム会社の部長） - 望月太郎
- 山野の部下 - 石井洋祐
- 中津玄松（歌舞伎役者・菊乃の夫） - 長谷川哲夫
- 尾崎銀二（京都の御茶屋主人） - 片桐竜次
- 黒鉄辰夫（警視庁小石川西警察署 刑事） - 佐藤B作
- 宗方流内弟子 - 遠藤好
- 昇太郎のファン - 中尾聖代
- 佐川藤子（菊乃の娘・敦美の母・去年病死） - 那須佐代子
- 菊乃の師匠 - 奈月ひろ子
- 宗方菊乃（日本舞踊宗方流五代目家元） - 藤村志保（若き日：金澤貴子）
- 小豆畑雅一、藏内秀樹、石井麻由、大屋根加好、永松恵子、岡部和泰、荘栄二郎

第2作
ロケ協力：せんだい・宮城フィルムコミッション、宮城県、仙台市、仙台厚生病院、仙台市交通局　ほか
- 栗原綾音（キーボード奏者） - 高橋かおり
- 渕上康生（渕上家長男） - 西川忠志
- 渕上晋也（外科医・健太郎の愛人の子だが養子縁組により渕上家次男） - 猪野学
- 家島誠（小児科医・理恵子の「できちゃった結婚」婚約者） - 前田耕陽
- 本多剛（バイオリン奏者） - 白鳥哲
- 渕上理恵子（渕上家長女） - 山田まりや
- 阿部（「青葉の苑」入居者） - 益富信孝
- 柳川（医療過誤事件の佐久間家側弁護士） - 越村公一
- 平沼青児（仙台西警察署 刑事・小寺の部下） - 森岡弘一郎
- 佐久間令子（翔の母親・園美の娘） - 沖直未
- 令子の叔父 - 片桐竜次
- 佐久間翔（医療過誤事件の被害者。頭部打撲の急性硬膜外血腫で死亡） - 田中雄土
- 渕上健太郎（渕上総合病院 院長・祐美子の夫） - 鶴田忍
- 渕上祐美子（音楽療法研究会代表） - 鷲尾真知子
- 佐藤園美（渕上家家政婦・本名「佐久間園美」） - 高田敏江
- 小寺利光（仙台西警察署 刑事） - 金田明夫
- 室伏由紀江、藤夏子、松岡みゆき、室伏ひかり、青山真由美、伊藤広重

## スタッフ
- 脚本 - 砂本量
- 監督 - 増田天平
- 選曲 - 山川繁
- ポスプロ - 東京テレビセンター（1）、ブル（2）
- フジテレビ広報 - かまやつ太郎
- フジテレビ編成企画 - 熊谷剛、荒井昭博（2）
- プロデュース - 石川好弘、赤司学文
- 製作 - フジテレビ、オセロット

## 放送日程
| 話数 | 放送日        | サブタイトル | 脚本   | 監督     |
| ---- | ------------- | --- | ------ | -------- |
| 1    | 2003年7月18日 | 青野大洋おどる事件帖〜 日本舞踊の家元邸でおきた無差別毒入り事件… 次期家元の座をめぐるお家騒動の裏に隠された過去 | 砂本量 | 増田天平 |
| 2    | 2004年7月23日 | 青野大洋杜の都の事件帖〜 総合病院を狙う魔の手とは 音楽療法・医療過誤・院長殺害は嫉妬・遺恨 執念に呪われた一族   | 砂本量 | 増田天平 |